# Ba môn phối hợp tại Đại hội Thể thao Đông Nam Á
Ba môn phối hợp chính thức được đưa vào thi đấu tại SEA Games lần đầu vào năm 2005 tại Philippines. Nội dung này không được tổ chức liên tục cho đến khi một vài kì nước chủ nhà loại bỏ ra khỏi nội dung thi đấu. Cho đến năm 2015, khi Singapore đưa ba môn phối hợp quay trở lại thì kể từ đây môn này xuất hiện đều đặn trong chương trình thi đấu của SEA Games. Đây là một trong những môn thể thao có tính thử thách thể lực và sức bền cao nhất, bao gồm ba nội dung liên tiếp: bơi – đạp xe – chạy bộ.
Ngoài triathlon truyền thống, SEA Games cũng dần đưa vào các nội dung mở rộng như:
- Duathlon: chạy – đạp xe – chạy
- Aquathlon: bơi – chạy

## Vận động viên đạt huy chưong

### Nam

#### Ba môn phối hợp
| Đại hội          | Vàng                        | Bạc                        | Đồng                          |
| ---------------- | --------------------------- | -------------------------- | ----------------------------- |
| 2005 Philippines | Cheng Jing Hean (SIN)       | Loh Yeong Shang (MAS)      | Arland Macasieb (PHI)         |
| 2007 Thái Lan    | Mok Ying Ren (SIN)          | George Vilog (PHI)         | Arland Macasieb (PHI)         |
| 2015 Singapore   | Nikko Bryan Huelgas (PHI)   | Rikigoro Shinozuka (MAS)   | Loo Chuan Rong (SIN)          |
| 2017 Malaysia    | Nikko Bryan Huelgas (PHI)   | John Leerams Chicano (PHI) | Clement Chow Sheng Ren (SIN)  |
| 2019 Philippines | John Leerams Chicano (PHI)  | Andrew Kim Remolino (PHI)  | Muhammad Ahlul Firman (INA)   |
| 2021 Việt Nam    | Fernando Jose Casares (PHI) | Andrew Kim Remolino (PHI)  | Ronald Setiawan Bintang (INA) |
| 2023 Campuchia   | Fernando Jose Casares (PHI) | Rashif Amila Yaqin (INA)   | Andrew Kim Remolino (PHI)     |

#### Duathlon
| Đại hội                | Vàng                | Bạc                          | Đồng                          |
| ---------------------- | ------------------- | ---------------------------- | ----------------------------- |
| 2005 Philippines       | Không tổ chức       |                              |                               |
| 2007 Nakhon Ratchasima | Ryan Mendoza (PHI)  | Amnat Srichat (THA)          | August Benedicto (PHI)        |
| 2015 Singapore         | Không tổ chức       |                              |                               |
| 2017 Malaysia          | Không tổ chức       |                              |                               |
| 2019 Philippines       | Không tổ chức       |                              |                               |
| 2021 Việt Nam          | Phạm Tiến Sản (VIE) | Rudi Febriade (INA)          | Jauhari Johan (INA)           |
| 2023 Campuchia         | Phạm Tiến Sản (VIE) | Sokha Michael Chaumond (CAM) | Sedilta Pilon Nubatonis (INA) |

#### Aquathlon
| Đại hội        | Vàng                     | Bạc                       | Đồng                         |
| -------------- | ------------------------ | ------------------------- | ---------------------------- |
| 2023 Campuchia | Rashif Amila Yaqin (INA) | Andrew Kim Remolino (PHI) | Bryce Sheng Cher Chong (SIN) |

### Nữ

#### Ba môn phối hợp
| Đại hội          | Vàng                       | Bạc                             | Đồng                            |
| ---------------- | -------------------------- | ------------------------------- | ------------------------------- |
| 2005 Philippines | Kimberley Yap Fui Li (MAS) | Alessandra Araullo (PHI)        | Ng Xinyi Alisa (SIN)            |
| 2007 Thái Lan    | Kimbeley Yap Fui Li (MAS)  | Alessandra Araullo (PHI)        | Maria Melliza Gayle Lucas (PHI) |
| 2015 Singapore   | Maria Claire Adorna (PHI)  | Kim Mangrobang (PHI)            | Sarunthai Arunsiri (THA)        |
| 2017 Malaysia    | Kim Mangrobang (PHI)       | Maria Claire Adorna (PHI)       | Irene Chong See Win (MAS)       |
| 2019 Philippines | Kim Mangrobang (PHI)       | Kimberly Michelle Kligroe (PHI) | Nethavani Octaria (INA)         |
| 2021 Việt Nam    | Kim Mangrobang (PHI)       | Inge Prasetyo (INA)             | Raven Faith Alcoseba (PHI)      |
| 2023 Campuchia   | Margot Garabedian (CAM)    | Kim Mangrobang (PHI)            | Louisa Marie Middleditch (SIN)  |

#### Hai môn phối hợp
| Đại hội          | Vàng                 | Bạc                                   | Đồng                               |
| ---------------- | -------------------- | ------------------------------------- | ---------------------------------- |
| 2005 Philippines | Không tổ chức        |                                       |                                    |
| 2007 Thái Lan    | Saifon Piawong (THA) | Sontiya Saiwaeo (THA)                 | Analiza Dysangco (PHI)             |
| 2015 Singapore   | Không tổ chức        |                                       |                                    |
| 2017 Malaysia    | Không tổ chức        |                                       |                                    |
| 2019 Philippines | Không tổ chức        |                                       |                                    |
| 2021 Việt Nam    | Kim Mangrobang (PHI) | Tahira Najmunisaa Muhammad Zaid (MAS) | Zahra Putri Bulan Aprillia (INA)   |
| 2023 Campuchia   | Kim Mangrobang (PHI) | Nguyễn Thị Phương Trinh (VIE)         | Maharani Azhri Wahyuningtyas (INA) |

#### Aquathlon
| Đại hội        | Vàng                    | Bạc                      | Đồng                      |
| -------------- | ----------------------- | ------------------------ | ------------------------- |
| 2023 Campuchia | Margot Garabedian (CAM) | Aisika Kaewyongkod (THA) | Dea Salsabila Putri (INA) |

### Nội dung hỗn hợp

#### Ba môn phối hợp
| Đại hội          | Vàng | Bạc | Đồng                                                                                      |
| ---------------- | --- | --- | ----------------------------------------------------------------------------------------- |
| 2019 Philippines | Philippines (PHI) · John Leerams Chicano · Kim Mangrobang · Fernando Jose Casares · Maria Claire Adorna | Singapore (SGP) · Luke Chua Li Rong · Herlene Natasha Yu Zhihui · Bryce Chong Sheng Cher · Emma Ada Middleditch | Indonesia (INA) · Muhammad Ahlul Firman · Nethavani Octaria · Jauhari Johan · Eva Desiana |
| 2021 Việt Nam    | Không tổ chức                                                                                           | |                                                                                           |
| 2023 Campuchia   | Không tổ chức                                                                                           | |                                                                                           |

#### Duathlon
| Đại hội          | Vàng                                                                                 | Bạc                                                                                                  | Đồng                                                                                         |
| ---------------- | ------------------------------------------------------------------------------------ | --- | -------------------------------------------------------------------------------------------- |
| 2019 Philippines | Thái Lan (THA) · Pareeya Sonsem · Nattawut Srinate · Siriwan Kuncharin · Arthit Soda | Singapore (SGP) · Emma Ada Middleditch · Ahmad Arif Ibrahim · Herlene Natasha Yu · Nicholas Rachmadi | Philippines (PHI) · Monica Torres · Efraim Iñigo · Mary Pauline Fornea · Emmanuel Comendador |
| 2021 Việt Nam    | Không tổ chức                                                                        | |                                                                                              |
| 2023 Campuchia   | Không tổ chức                                                                        | |                                                                                              |

#### Aquathlon
| Đại hội        | Vàng                                                                           | Bạc | Đồng                                                                                     |
| -------------- | ------------------------------------------------------------------------------ | --- | ---------------------------------------------------------------------------------------- |
| 2023 Campuchia | Philippines (PHI) · Matthew Hermosa · Kira Ellis · Erica Burgos · Inaki Lorbes | Indonesia (INA) · Aloysius Reckyardo Mardian · Renata Berliana Aditya · Aryandra Fauzi Mauludin · Dea Salsabila Putri | Việt Nam (VIE) · Vũ Đình Duân · Nguyễn Hoàng Dung · Nguyễn Thị Kim Tuyến · Hoàng Văn Hải |

#### Tóm tắt huy chương
| Hạng               | Đoàn               | Vàng | Bạc | Đồng | Tổng số |
| ------------------ | ------------------ | ---- | --- | ---- | ------- |
| 1                  | Philippines (PHI)  | 15   | 12  | 8    | 35      |
| 2                  | Indonesia (INA)    | 2    | 4   | 9    | 15      |
| 3                  | Thái Lan (THA)     | 2    | 4   | 2    | 8       |
| 4                  | Malaysia (MAS)     | 2    | 3   | 1    | 6       |
| 5                  | Singapore (SIN)    | 2    | 2   | 5    | 9       |
| 6                  | Việt Nam (VIE)     | 2    | 1   | 2    | 5       |
| 7                  | Campuchia (CAM)    | 2    | 1   | 0    | 3       |
| Tổng số (7 đơn vị) | Tổng số (7 đơn vị) | 27   | 27  | 27   | 81      |